# Мамаду Танџа
Мамаду Танџа (фр. Mamadou Tandja; 1938 — Нијамеј, 24. новембар 2020) био је нигерски потпуковник у пензији, политичар и председник Нигера од 1999. до 2010. године.

## Биографија
Рођен је у месту Мајне-Сора, од родитеља народа Фулани и Канури. Учествовао је у пучу 1974. године којим је на власт дошао Сејни Кунше. Током режима генерала Куншеа, вршио је низ високих политичких функција.
Учествовао је на изборима за председника државе одржанима 1993. године. Иако је победио у првом кругу, у другом је ипак изгубио, али је признао пораз и честитао победнику. Поновно је учествовао на изборима 1996. године, али је током другог круга стављен у кућни притвор где је провео три недеље.
Те 1996. године десио се пуч, па је Нигер престао да прима међународну помоћ. Коначно је војна хунта одступила, а 1999. године поновно су одржани избори. Танџа је победио, и тиме постао први председник Нигера који не потиче из народа Хауса или Џерма.
Са проблемима државе којој је дошао на чело носио се јако добро, али је критикован од стране својих противника због тога што је декретима забранио извештавање о начину смиривања побуне војника и студената која је избила 2002. године.
Године 2004, поновно је био изабран на функцију председника, а заклетву је положио на Стадиону генерала Сејнија Куншеа у главном граду. Церемонији су присуствовала шесторица других афричких председника.
Био је седми председник Нигера, а од 1991. до 2007. био је председник владајуће странке зване Национални покрет за развој друштва. Свргнут је 18. фебруара 2010. од стране војног заповедника Салу Џиба.
Није имао жену ни децу.
Преминуо је 24. новембра 2020. године у 82. години живота.